# Ostrobudki
Ostrobudki (prononciation : [ɔstrɔˈbutki]) est un village polonais de la gmina de Pakosław dans le powiat de Rawicz de la voïvodie de Grande-Pologne dans le centre-ouest de la Pologne.
Il se situe à environ 2 kilomètres au nord de Pakosław (siège de la gmina), à 13 kilomètres à l'est de Rawicz (siège du powiat) et à 86 kilomètres au sud de Poznań (capitale régionale).
Le village possédait une population de 135 habitants en 2006.

## Histoire
De 1975 à 1998, le village faisait partie du territoire de la voïvodie de Leszno.

Depuis 1999, Ostrobudki est situé dans la voïvodie de Grande-Pologne.